# Johnny-Simulator
Der Johnny-Simulator ist ein Simulator, der die Funktionsweise eines Rechners mit der Von-Neumann-Architektur darstellen soll. Das Programm ist vor allem für die Bildung gedacht, wodurch gewisse Vereinfachungen vorgenommen wurden (wie z. B.: vereinfachte Bus-Operationen und ein reduzierter Befehlssatz). Außerdem verwendet der Johnny-Simulator im Vergleich zu anderen Prozessoren nicht das Binärsystem, sondern das Dezimalsystem.

## Befehlssatz
Der Johnny-Simulator beherrscht die folgenden zehn Befehle:
| Befehl | Beschreibung |
| ------ | --- |
| TAKE   | Der Inhalt einer Speicherzelle wird in den Akkumulator geladen                                                         |
| SAVE   | Der Inhalt des Akkumulators wird in eine Speicherzelle geladen.                                                        |
| ADD    | Der Inhalt einer Speicherzelle wird zum Wert im Akkumulator addiert.                                                   |
| SUB    | Der Inhalt einer Speicherzelle wird vom Wert im Akkumulator subtrahiert.                                               |
| TST    | Wenn die angegebene Speicherstelle den Wert 0 hat, dann wird eine Speicherstelle übersprungen                          |
| JMP    | Das Programm wird an der angegebenen Speicherstelle fortgesetzt                                                        |
| INC    | Der Wert einer Speicherstelle wird um 1 erhöht.                                                                        |
| DEC    | Der Wert einer Speicherstelle wird um 1 verkleinert.                                                                   |
| NULL   | Der Wert einer Speicherstelle wird auf 0 gesetzt.                                                                      |
| HLT    | Es erscheint eine Meldung, dass das Programm abgearbeitet ist. Dieser Befehl muss am Schluss jedes Programms erfolgen. |

Diese 10 Befehle können selbstständig erweitert werden, indem man aus Microbefehlen weitere Macrobefehle erstellt.